# Nelly Durán
Nélida Billone, más conocida como Nelly Durán (Buenos Aires, Argentina; 1930-Ibídem, 1 de julio de 2017), fue una actriz argentina de teatro y televisión.

## Carrera
Adquirió su fama en la época de oro del teatro argentino en roles de reparto. Entre sus numerosos trabajos, se encuentran las temporadas teatrales que realizó junto a Luis Sandrini, participando del elenco de La ganaste, papá junto a Sandrini, Ricardo Morán, Alejandro Marcial, Virginia Ameztoy y Chana Mogica
Inició su carrera tras ganar un concurso de belleza que organizaba el programa Radiolandia, de donde salieron además figuras como  Marga Landova, Nelly Meden, María Aurelia Bisutti, Norma Giménez, Selva Sullivan, Analía Gadé, Patricia Castell, Susana Campos e Irma Roy, entre otras.
Luego de retirarse del ambiente artístico en la década de 1960 luego de su casamiento, se dedicó a impulsar reuniones periódicas de un grupo de actrices que incluía a Mirtha Legrand, Mercedes Carreras, Isabel Sarli, Juanita Martínez, Beatriz Taibo, María Aurelia Bisutti y Erika Wallner.
En 2014 recibió un homenaje por parte de  la Fundación SAGAI durante el “Reconocimiento a la trayectoria de Artistas del Medio Audiovisual”. En ese mismo año también se le otorgó la copa de Honor del Premio Raíces a nivel Nacional é Internacional.
Falleció a los 87 años luego de luchar con una larga enfermedad el 1 de julio de 2017. Sus restos descansan en el panteón de la Asociación Argentina de Actores del Cementerio de la Chacarita.